# Oasis (marque de boisson)
Pour les articles homonymes, voir Oasis (homonymie).

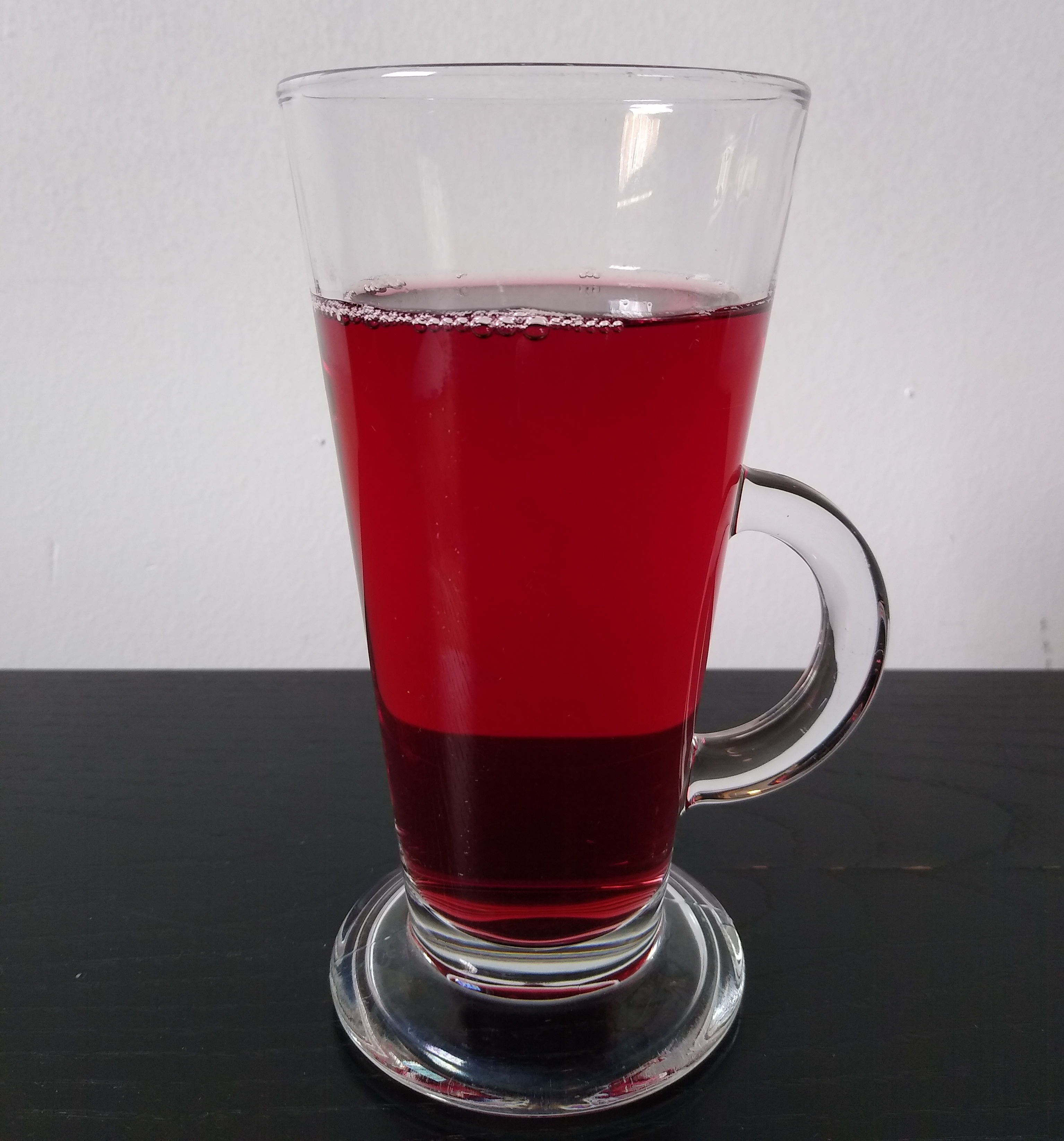
Un verre dOasis Summer Fruits.

Oasis est une marque de boissons française créée dans les années 1920 par la marque d’eau la Chateline, marque aujourd’hui disparue, la source, elle, est toujours existante aujourd’hui, et se trouve au sein du parc Périgord-Limousin. Cette boisson aux fruits était à l’origine gazeuse. La marque a été cédée ensuite pour devenir une boisson non gazeuse toujours aux fruits, créée en 1966 par la Société d'eaux Volvic. Appartenant à la filiale française du groupe japonais Suntory (Orangina Suntory France) depuis 2006, elle est la première marque de boissons aux fruits non gazeuse en France, Italie et Belgique et la troisième en Suisse. Elle se positionne comme la deuxième marque sur le marché des soft drinks derrière Coca-Cola. La marque Oasis est également utilisée pour les glaces par la société Froneri.

## Historique
Oasis a été créée en 1966 par la Société des eaux de Volvic. Les premières boissons sont uniquement à l'orange. Les boissons, principalement orange et pamplemousse, sont alors disponibles en bouteilles de verre caractéristiques avec un creux à mi-hauteur ; l'image figurant sur l'étiquette est celle d'un sympathique soleil souriant stylisé aux rayons triangulaires. En 1984, le groupe Perrier prend le contrôle du groupe. En 1990, il revend la Compagnie d'Exploitation des Boissons Rafraîchissantes, sa division boissons aromatisées, comprenant Gini, Oasis et Bali, à Cadbury Schweppes.
La gamme Oasis Tea est lancée en 1996.
Oasis lance en 2004 Oasis So Cold, une eau aromatisée, et en 2005, Oasis Top Doo, un mélange de lait et de jus de fruits, sans succès. En effet, ces nouvelles boissons, ne conquièrent pas le public.
En 2006, le groupe Cadbury décide de se séparer de son activité boissons. Oasis qui fait alors partie d'Orangina Suntory France qui est reprise par les fonds d'investissement Lion Capital LLP et The Blackstone Group. Ils revendent les diverses marques à Suntory en 2009,.
À la suite de ce rachat, la gamme Sans Sucre Ajouté est lancée. Elle ne contient ni arômes, ni conservateurs, ni colorants artificiels[réf. nécessaire]. Et les recettes de niches sont abandonnées « au profit de recettes plus grand public ».

## Marché
Entre 2007 et 2012, la société annonce avoir doublé ses ventes.

## Identité visuelle

### Logos

Ancien logo d’Oasis du 4 avril 2005 au 4 juillet 2010
Ancien logo d'Oasis du 5 juillet 2010 au 9 septembre 2015
Logo depuis le 10 septembre 2015

### Slogans
- 2000-2004 : Oasis is Good
- 2004 : De l'eau, des fruits, du frais
- 2004-2005 : De l'eau, des fruits, du fun !
- 2005 : Des fruits, de l'eau et du fun
- 2005 : Des fruits, de l'eau de source, du fun !
- 2005-2006 : Des fruits, de l'eau de source, du frais
- 2006-2012 : Des fruits, de l'eau de source, du fun !
- 2012-2016 : Be Fruit
- 2017-2019 : Des fruits, de l'eau de source, sans conservateurs
- 2020 : Source naturelle de fun
- Depuis 2021 : Pour un monde encore plus fruuuuuiiiiiit !

## Publicité

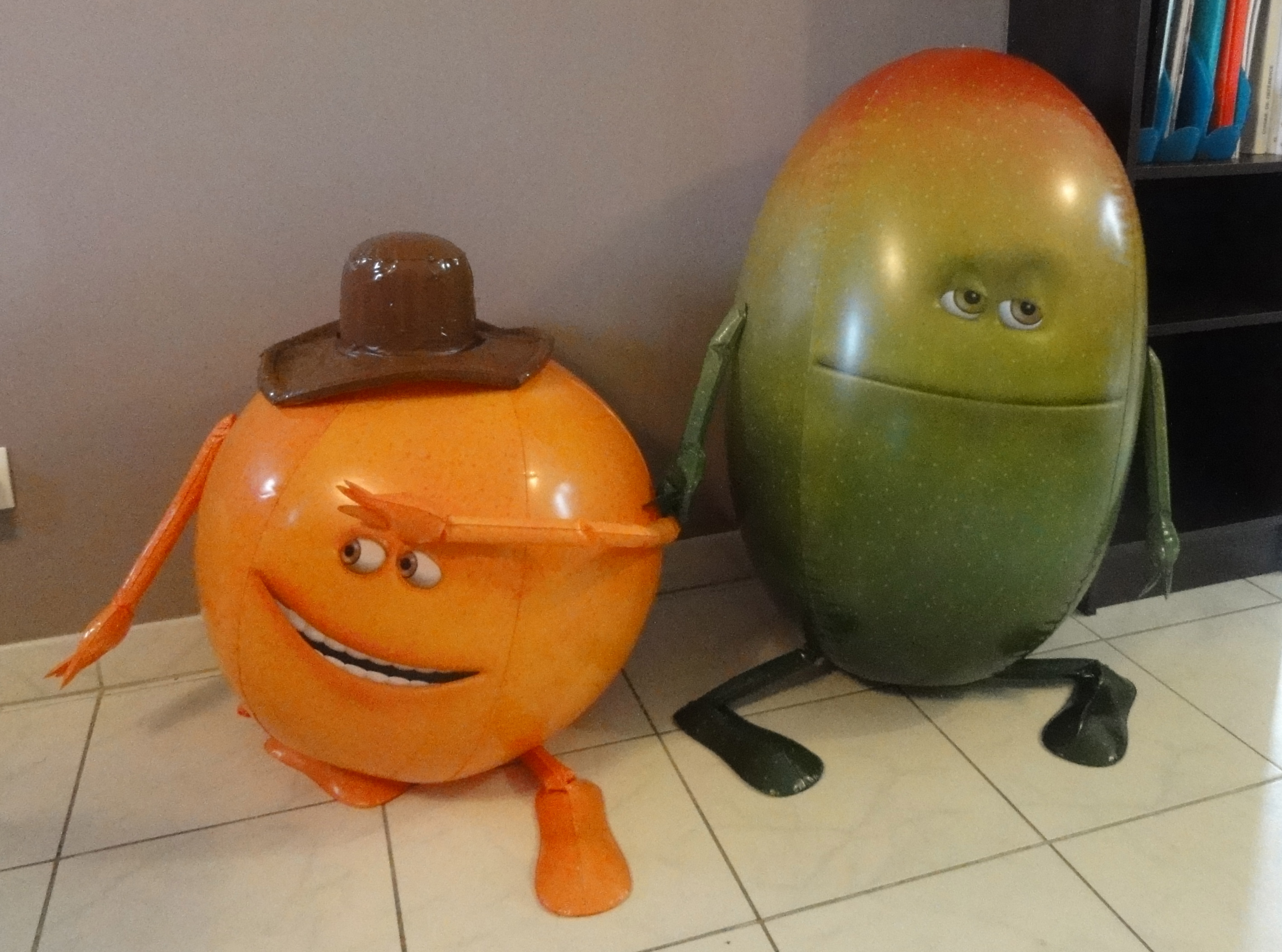
Mascottes d'Oasis.

Dans les années 1980, le chanteur Carlos devient ambassadeur de la marque et utilise sa chanson Rosalie comme chanson publicitaire dans les publicités télévisées en détournant les paroles.
En 2004, le publicitaire Éric Lavenac, crée pour l'agence FCB Paris, la saga mettant en scène les P'tits Fruits, des fruits animés ayant chacun un nom formant un calembour. La réalisation de ces films est confiée à Pierre Coffin pour l'animation et le son sera fait au Canada par François Pérusse et Eric lavenac.
La pluie, les indiens, le réalisateur Top Doo, le cirque Mangue-fruits rouge, Plus petit, la comédie musicale sont les six premiers films de la saga.
En 2009, l'agence Publicis Conseil Paris poursuit la saga des P'tits Fruits, sans en changer le concept d'origine.